# T'sou-ke

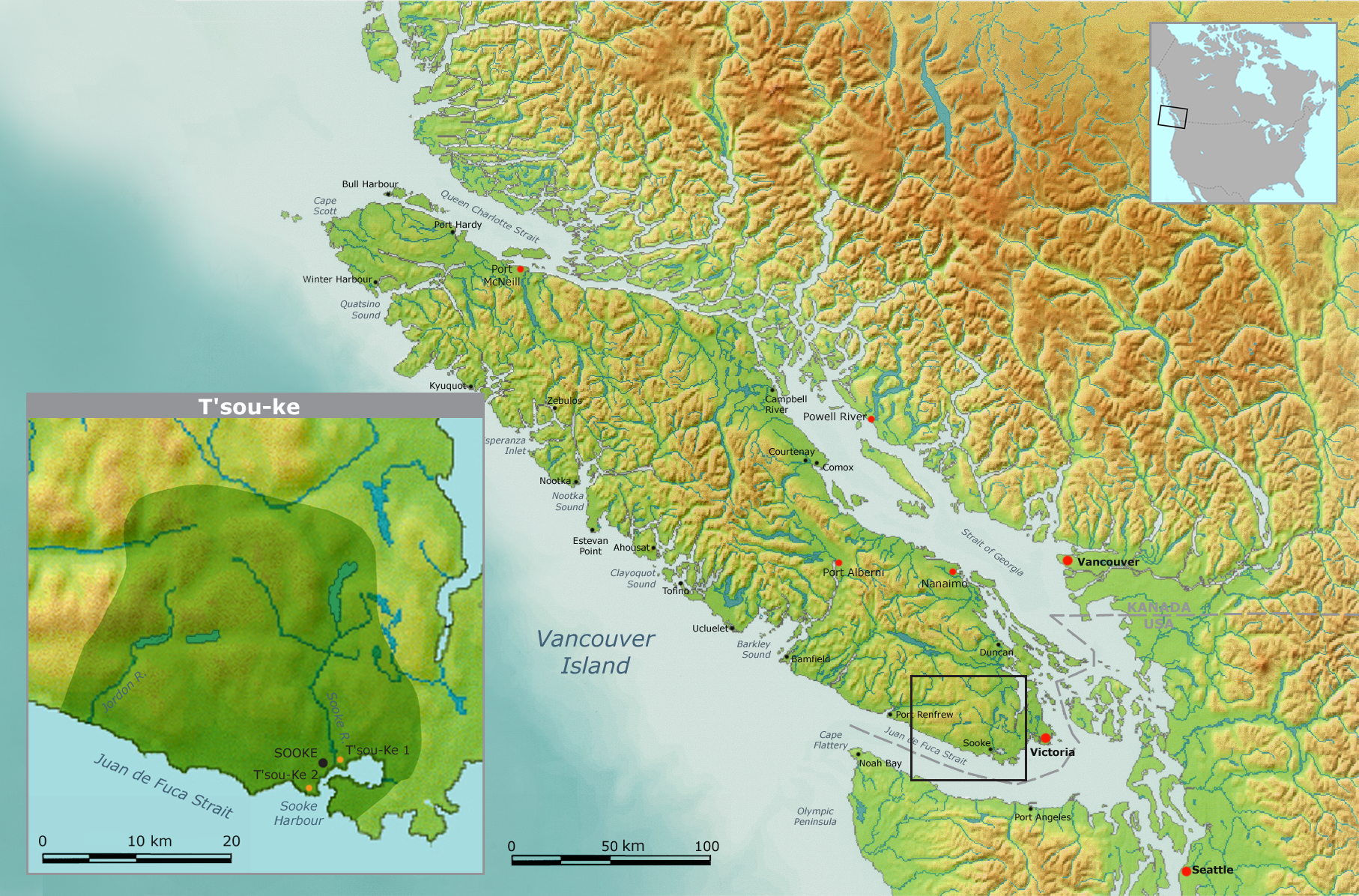
Traditionelles Stammesgebiet der T'sou-ke und heutige Hauptreservate (orange)

Die T'sou-ke oder T'sou-ke First Nation ist eine der kanadischen First Nations und war früher auch unter dem Namen Sooke (spr. souk) bekannt. Sie gehören zur Salish-Sprachfamilie und leben auf Vancouver Island vor der Westküste Kanadas. Da sie an der Juan-de-Fuca-Straße leben, die das südlich gelegene Festland Washington und Vancouver-Insel trennt, wird diese Untergruppe auch Northern Straits Salish genannt, eine Gruppe, die kulturell zu den Küsten-Salish gehört.
Der Name „Sook“ oder „Soke“ leitet sich vom Stickleback Fish (wohl Dreistachliger Stichling) ab, der im Sooke Basin lebt. Die Stadt Sooke liegt rund 35 km westlich von Victoria.
Der aus 221 registrierten Mitgliedern (August 2009) bestehende Stamm ist Mitglied der Te'Mexw Treaty Association, wozu auch die Songhees, Malahat, Beecher Bay und Nanoose First Nations gehören. Sie gehören zu den Stämmen, die um 1850 Verträge mit der Regierung abgeschlossen haben (Douglas Treaties), die von Kanada übernommen worden sind.

## Geschichte
Der spanische Kommandeur der Schaluppe Princesa Real, Manuel Quimper, nahm im Juni 1790 das Land am Sooke Harbour für Spanien in Besitz und nannte es nach dem spanischen Vizekönig „Puerta de Revilla Gigedo“. Doch Großbritannien setzte sich 1794 gegen Spanien durch, verzichtete jedoch auf die Besiedlung.
Missionare waren hier schon in den 1830er Jahren tätig, zunächst Methodisten, dann Katholiken. 1838 heiratete ein Jean Baptiste Brulé in Fort Victoria eine Sooke-Frau namens Marguerite. 1977 wurde die 100-jährige T'sou-ke-Frau Agnes George interviewt, die sich erinnern konnte, dass ihre Schwiegermutter mit Marguerite bekannt gewesen war. Die Familie war mitsamt ihren Kindern nach Sooke gezogen. Marguerite Brulé erscheint mit einem Alter von 90 Jahren noch in der Volkszählung von 1881. Die Brulés waren nicht die einzige Familie französischer Abstammung, die durch die Hudsons’s Bay Company (HBC) zu den Sooke gekommen waren.
Um 1848 haben die Cowichan, Klallam und Ditidaht die T'sou-ke beinahe vernichtet.

## Verträge und Reservate
Durch die Nähe zum 1843 gegründeten Victoria und der dort tonangebenden HBC kam es zu einer Intensivierung des Handels. 1850 erhielten die T'sou-ke einen der 14 Douglas-Verträge, der ihnen gegen 48 Pfund, 6 Schilling and 8 Pence ihr Land nahm. 1877 wurden dem Stamm die heutigen Reservate zugewiesen. 1881 zählten die „Sooke“ nur noch 32 Menschen in 8 Familien.
Als die McKenna-McBride-Kommission ab 1913 die Reservate British Columbias aufsuchte, schlug sie vor, dass die Reservate des Sooke Tribe, „No. 1-Sooke, 65.00 acres; No. 2-Sooke,* 101.00 acres; No. 3-Graveyard,** 0.03 acres, and No. 4-Graveyard, 0.95 acres.“ bestehen bleiben sollten, doch war No.3, ein kleiner Friedhof, durch Erosion verloren gegangen.
Rechtskraft erhielten die Vorschläge der Kommission erst 1923.
Seit 1998 ist der Stamm Mitglied in der Inter Tribal Health Authority, einer Gesundheitsorganisation in eigener Regie. Am 9. Juli 2007 startete sie ein Aboriginal Health Data Centre, in dem Krankheitsdaten erfasst und ausgewertet werden.
Im Juni 2006 verklagte Häuptling Rose Dumont die kanadische Regierung vor dem Obersten Gerichtshof von British Columbia auf Einhaltung des Vertrages von 1850 mit Blick auf die Fischereirechte. Dort hieß es, sie könnten unter Hergabe ihres Landes weiterhin fischen, wie sie es gewohnt seien. Die Verwaltung leitet daraus seit Jahrzehnten Mengenbegrenzungen ab, obwohl den Indianern der kommerzielle Fischfang wieder erlaubt ist. Als die Mi’kmaq im Osten Kanadas 2000 durch ostentativen Fischfang versuchten, ihre vertraglich zugesicherten Fischereirechte durchzusetzen, haben sich die T'sou-ke öffentlich zum Lachsfang aufgemacht, um sie zu unterstützen.
1995 begannen Bemühungen, die Sooke Hills, die bis auf wenige Bäume komplett abgeholzt worden waren, unter Schutz zu stellen. Die inzwischen alten Bäume sollen helfen, die Überschwemmungen der letzten Jahrzehnte zu reduzieren. In den Jahren 2002 bis 2004 führte der Stamm einen entsprechenden Managementplan durch.

## Aktuelle Situation
Der Stamm bestand im August 2009 aus 221 Mitgliedern, von denen 129 im Reservat lebten, 91 außerhalb des Reservats, eine Frau lebt in einem anderen Reservat, im Februar 2016 beliefen sich diese Zahlen auf 131 und 127, ein Mann und eine Frau lebten außerhalb.
Im November 2007 versuchte Western Forest Products 28.000 ha Land aus dem in der Provinz bisher angewandten Tree License System herauszunehmen. Dazu gehört auch Land der T'sou-ke, die gar nicht erst gefragt wurden. Investoren suchen im Umkreis des schnell wachsenden Victoria nach Land, das privatisiert werden kann. Da in den letzten Jahren die Sägemühlen im Süden geschlossen worden sind, wurde das Holz direkt in die USA exportiert.

## Reservate
Die beiden Reservate T'sou-ke 1 und T'sou-ke 2 befinden sich im Sooke District. Ersteres umfasst 26,3 ha und liegt am linken Ufer des Sooke River nahe der Mündung am Sooke Harbour, letzteres umfasst 40,9 ha und liegt an der Sooke Bay.